# Чумалі (Росія)
Чумалі́ (рос. Чумали) — присілок у складі Алнаського району Удмуртії, Росія.

## Населення
Населення — 179 осіб (2010; 178 в 2002).
Національний склад станом на 2002 рік:
- удмурти — 98 %

## Урбаноніми[3]
- вулиці — Гагаріна, Петропавловська, Ставкова, Центральна, Шкільна